# スティーヴ・ビコ
バントゥー・スティーヴン・ビコ（Bantu Stephen Biko, 1946年12月18日 - 1977年9月12日）は南アフリカのアパルトヘイト抵抗運動活動家。思想的にはアフリカ・ナショナリストかつ、アフリカ社会主義者であり、黒人意識運動として知られる1960年代後半と1970年代の草の根的な反アパルトヘイト・キャンペーンの最前線にいた。彼の考えはフランク・トーク（Frank Talk）と言うペンネームで公表された一連の記事にはっきりと書かれている。彼は一般にスティーヴ・ビコという名前で知られている。ビコは姓であり、本記事内では同姓の人物（家族）に触れるが、単に「ビコ」と記述した場合、それは原則的にスティーヴ・ビコを指す。
ビコは貧しいコーサ人の家庭に生まれ、ケープ州ギンズバーグ（ヒンスベルフ）で成長した。1966年、彼はナタール大学で医学を学び始め、そこで南アフリカ全国学生連盟（NUSAS）に参加した。アパルトヘイトの人種隔離制度と、少数派の白人による南アフリカ支配に強く反対していたビコは、NUSASや他の反アパルトヘイト・グループが、アパルトヘイトから最も影響を受けている黒人ではなく、白人リベラルによって支配されていることに不満を持っていた。例え善意によっていたとしても、白人リベラルたちは黒人の経験を理解することができておらず、しばしば父権主義的な振る舞いで行動していると考えていた。また、白人の支配を避けるために、黒人は独立した組織を持たなければならないという見解を強め、これを実現するために1968年の南アフリカ学生機構（SASO）創設の主導者となった。この組織の会員は「黒人」のみであった。ビコは「黒人」という用語を南アフリカのバントゥー語話者だけではなく、カラードとインド人をも指す言葉として使用していた。ビコは自分の運動の白人リベラルからの独立を注意深く維持したが、反白人人種主義には反対しており、白人の友人と恋人が複数いた。国民党政府は当初、SASOの創設は人種隔離と言うアパルトヘイトの精神の勝利と見て、この運動に支持的であった。
フランツ・ファノンと、アフリカ系アメリカ人のブラック・パワー運動の影響を受け、ビコと仲間たちは黒人意識という思想を発達させた。これはSASOの公式イデオロギーとなった。SASOはアパルトヘイトの終結と、南アフリカの全人種による普通選挙、そして社会主義経済への移行を目指して運動した。そして黒人共同体プログラム（BCPs)を組織するとともに、黒人の心理的活力の向上に焦点を当てた。ビコは、黒人自身が持つ人種的劣等感を払拭する必要があると考え、このアイデアを「ブラック・イズ・ビューティフル」と言う一般化したスローガンで表現した。1972年、彼は黒人意識という思想を多くの人々の中に広めるため、黒人人民会議（BPC）に関与した。政府はビコを危険分子と見做すようになり、1973年に彼を活動禁止命令下に置き、その活動を厳しく制限した。ビコは政治的に活発であり続け、ギンズバーグ地区の診療所や託児所のようなBCPsを組織するのを支援していた。活動禁止中にビコは匿名の脅迫を繰り返し受け、またいくつかの機会を掴んで警察に拘束された。ビコは1977年8月に逮捕された後、警官から激しい殴打を受け、その結果死亡した。葬儀には20,000人以上が参列した。
ビコの名声は死後に広まった。彼は数多くの歌や芸術の主題となり、友人のドナルド・ウッズによって1978年に書かれた伝記は1987年の映画「遠い夜明け」の原作となった。ビコの生前、南アフリカ政府はビコが白人を嫌悪しており、何人もの反アパルトヘイト活動家がビコの女性蔑視を訴えていたと主張していた。また、アフリカ人の人種的ナショナリストはビコのカラードとインド人との統一戦線を批判していた。それにもかかわらず、ビコは反アパルトヘイト運動における最初期の象徴となり、政治的殉教者、「黒人意識の父 （Father of Black Consciousness）」と見做された。その政治的遺産は現在でも論争の対象である。

## 来歴

### 若年期：1946-66
バントゥー・スティーヴン・ビコは1946年12月18日に、東ケープ州タルカスタッドの祖母の家で生まれた。彼はムジンガエ・マシュー・ビコ（Mzingaye Mathew Biko）とアリス・「マムシート」・ビコ（Alice 'Mamcete' Biko）の3番目の子供であり、姉ブケルワ（Bukelwa）、兄カイヤ（Khaya）、そして妹ノバンディル（Nobandile）がいた。ムジンガエとアリスの夫妻は、ムジンガエが警官として勤めていたウィットルシーで結婚した。ムジンガエはクイーンズタウン、ポート・エリザベス、フォート・コックスと順に移り住み、最終的にキングウィリアムズタウンのギンズバーグ・タウンシップにアリスと共に落ち着いた。この地域には800世帯前後が居住しており、4世帯ごとに給水設備とトイレを共用していた。バントゥー系アフリカ人とカラードの両方がこのタウンシップで生活しており、コーサ語、アフリカーンス語、そして英語が全て使用されていた。警察を辞職したあと、ムジンガエはキングウィリアムズタウン・ネイティヴ・アフェアーズ・オフィス（King William's Town Native Affairs Office）の職員として働く傍ら、法律の学位を取得するため南アフリカ大学の通信教育で勉強した。アリスは最初、地元の白人家庭の家内労働者として雇用され、その後キングウィリアムズタウンのグレイ病院でコックとして雇われた。ビコ（バントゥー）の妹によれば、母親の厳しい労働環境を目の当たりにしたことが、ビコの最初期の政治化をもたらした。

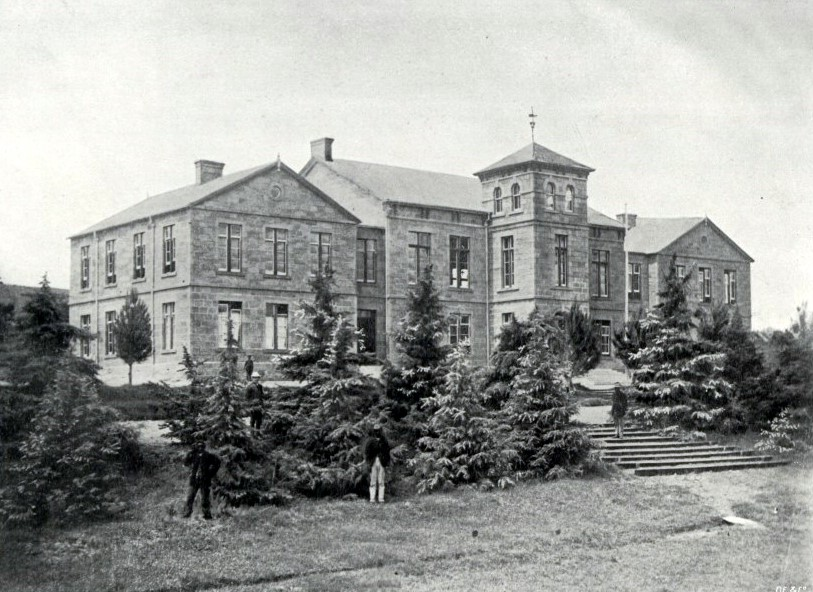
ビコは、アリスにあるラヴデールの寄宿学校で短期間教育を受けた

ビコに与えられた名前「バントゥー」は「人々」と言う意味であり、ビコはこれを"Umuntu ngumuntu ngabantu"（「人は他者によって人である」）という格言の表すものであると解釈した。少年時代、彼は「グーフィー Goofy」や「Xwaku-Xwaku」というあだ名で呼ばれ、後者は彼のだらしない外見から来ている。彼は南部アフリカ聖公会を信仰する家族の中で育った。1959年、ビコが4歳の時、父親が病で倒れ、キエスカンマフックのセント・マシュー病院に入院し、そして死亡した。これによって、ビコ一家は母親の収入に依存することになった。
ビコは2年間をセント・アンドリュース小学校（St. Andrews Primary School）で過ごし、4年間をチャールズ・モーガン高等小学校（Charles Morgan Higher Primary School）で過ごした。これらの学校はいずれもギンズバーグにある。ビコは特に優秀な生徒であると評価され、飛び級を許可された。1963年に同じくギンズバーグにあるフォーブス・グラント中学校（Forbes Grant Secondary School）に転入した。ビコは数学と英語に秀でており、試験でクラス首位となった。1964年、ギンズバーグのコミュニティはビコに、兄弟のカイヤが入学していたアリスの権威ある寄宿学校、ラヴデールの生徒になるための奨学金を提供した。ビコの入学から3カ月もしないうちに、カイヤが政府に禁止されたアフリカ・ナショナリストグループであるパン・アフリカニスト会議の武装部門、ポコ（Poqo）と関わりを持っているとして告発された。カイヤとビコは二人とも逮捕され、警察の尋問を受けた。そしてカイヤは有罪判決を受け、その後上訴審で無罪となった。ビコとポコの関係を証明する明白な証拠は提示されなかったが、彼はラヴデールを退学させられた。後に彼は、この件について「私は他の何にもまして、権力に向ける態度を強く持ち始めた。私は地獄のような権力を憎んだ」と述べている。
1964年から1965年にかけて、ビコはナタール州マリアンヒルにある南アフリカのカトリック教会の寄宿学校、セント・フランシス・カレッジ（St. Francis College）で学んだ。このカレッジはリベラル的な政治文化を持っており、ここでビコは自身の政治意識を強めた。彼は特に
南アフリカの少数派の白人による植民地政府を多数派の黒人を代表する政権に置き換えることに関心を示した。当時の反植民地主義者のリーダーたちの中で、ビコにとってのヒーローとなった人物にはアルジェリアのムハンマド・アフマド・ベン・ベラと、ケニアのジャラモギ・オギンガ・オディンガがいる。彼は後に、家族の中の「政治屋（politicos）」のほとんどが、反共主義とアフリカ人種主義の考え方を持つPACに共感的であったと語っている。ビコはそのメンバーの多大な勇気を称え、PACを「とても良い組織」であると称賛したが、全ての人種が政府に対抗して結集すべきであると信じており、PACの人種排除的なアプローチには納得できないでいた。1964年12月、彼は象徴的な成人の儀式であるウルワルコで割礼を受けるため、ズウェリチャに旅をした。

### 初期の学生運動：1966-68
ビコは当初、大学で法律を学ぶことを望んだが、彼の周囲の多くの人々は法律が政治的行動主義とあまりに密接に結びついていると考え、ビコを思いとどまらせた。彼らはその代わりに、より良いキャリアが見込める分野である医学を学ぶようにビコを説得した 。ビコは奨学金を確保し、1966年にウェントワースのダーバン・タウンシップにあるナタール大学医学学校の「非ヨーロッパ人」部門に入学した 。ビコはそこで南アフリカ全域から来た学生グループに加わった。彼の伝記作家であるショレラ・マンクー（Xolela Mangcu）はこれを「格別洗練された国際的な学生グループ（a peculiarly sophisticated and cosmopolitan group of students）」と呼んでいる。彼らの多くが将来、アパルトヘイト後の時代において重要な役割を果たすことになる。1960年代後半は、1968年の抗議運動に代表されるように、世界中の急進的学生運動の全盛期であった。そしてビコはその状況の中に身を投じたいと熱望していた。彼は大学に入学した直後、学生代表評議会（Students' Representative Council：SRC）に選出された。ナタール大学のSRCは南アフリカ学生連盟（NUSAS）と提携していた。NUSASは多民族からなる会員を育成することに苦心したが、白人優位の体制が維持されていた。なぜならば、南アフリカの学生の大半は国内の白人少数派出身者だったからである。NUSASのリーダー、クライブ・ネトルトンは次のように述べている。「問題の本質は、NUSASは白人のイニシアティブで設立され、白人の資金提供で賄われ、構成員の大多数を占める白人の意見を反映していることだ。」。NUSASは公式にアパルトヘイト反対を訴えていたが、保守派の白人学生の支持を維持するため、その主張を和らげていた 。ビコと数名のアフリカ系黒人NUSAS会員は、アフリカ系黒人が入館を禁じられた白人学生寮で大会を組織した時、不満を募らせた。1967年7月、グラハムズタウンのローズ大学でNUSASの会議が開催された。学生たちが到着した後、彼らは白人とインド人の代表者のために寮の宿泊施設が準備されていることを確認したが、アフリカ系黒人の代表者にはそれがなく地元の教会で眠るように伝えられた。ビコと他のアフリカ系黒人代表者は怒りの中で会議を退出した。ビコは後に、この出来事が政治的行動主義の多人種的アプローチを再考することを彼に要求したとしている。
私は長い間、非人種主義の教義全体をほとんど宗教のように保持していた事に気付いた。...しかし議論の過程で、非人種主義の支持者には欠けているものが数多くあると感じ始めた。...彼らは、周知のことである優越性についての問題を抱えていた。そして彼らは我々がそれを認めることを当然のように考える傾向があった。私たちが二線級の劣った扱いを受け入れることを望んでいた。彼らは、なぜ我々がその教会に留まることなど考えられなかったのか、見て取ることができなかった。そして、我が国における我々の状況についての理解が、白人リベラルのそれと一致していないと感じ始めた。

### 南アフリカ学生機構の創設：1968-72

#### SASOの発展
1968年のヨハネスブルグでのNUSASの会議の後、その会員の多くが1968年8月にストゥッテルハイムで開催されたの世界学生キリスト教連盟の会議に参加した。そこでアフリカ系黒人の会員は、独立した黒人学生グループの結成について議論するために12月に会議を開催することを決定した。南アフリカ学生機構（SASO）は、1969年にノース大学での会議で公式に立ち上げられ、そこでグループの会則と基本方針プラットフォームが採択された。このグループの焦点は、スポーツ、文化活動、討論会などを含む黒人学生活動の中枢間の接点の必要性にあてられていた。ビコはSASOの創設に重大な役割を果たしたが、初期の段階では同盟者バーニー・ピティアナのように第2線レベルの指導力を強化することを考え、低い公式的地位を望んだ 。にもかかわらず、彼は最初のSASOの議長（president）に選出された。パット・マチャカ（Pat Matshaka）が副議長（vice president）に選出され、ウィラ・マシャラバ（Wuila Mashalaba）が書記（secretary）に選出された。ダーバンはSASOの「実質上」の本部となった。
ビコは他の黒人学生指導者たちとの対話の中で「黒人意識」というSASOの思想を発展させた。1971年7月に制定されたSASOの宣言書（manifesto）はこの思想を、「精神的姿勢、人生の道、黒人意識の基本的主張は黒人（Blackman）は、本人が生まれたその国で、彼を外国人と化し、その基本的な人間としての尊厳を損なうあらゆる価値体系を拒否しなければならないということである。」と定義している。黒人意識の中核は精神的活力の向上であり、それを通じてほとんどの黒人系南アフリカ人が示していた劣等感と戦うことであった。ビコはアパルトヘイトと白人少数派に対する闘争の一環として、黒人は自身を自由とそれに伴う責任にふさわしい存在であるとみなすことによって、自らの人間性を肯定すべきだと考えていた。「黒人」という用語は、バントゥー語を話すアフリカ人だけではなく、インド人とカラードに対しても適用された。SASOはこの用語を「非白人（non-white）」を越えるものとして採用した。なぜならば、SASOの指導部は彼ら自身を白人に対抗する者と定義することはポジティブな自己説明ではないと感じたからである。ビコはブラック・イズ・ビューティフルというスローガンを押し広め、これは「人よ、あなたはあなた自身のままで良い。あなた自身を人間として見始めよ。（Man, you are okay as you are. Begin to look upon yourself as a human being.）」という意味であると述べた。
1971年11月、ビコはケープタウン大学のエイブ・ベイリー・センター（Abe Bailey Centre）で「白人の人種差別主義と黒人意識」に関する論文を発表した。彼はまた自身の考えをSASO Newsletterのコラムの中で、「フランク・トーク」というペンネームで広めた。彼の議長としての在任期間は大部分資金調達活動に費やされ、また南アフリカの様々なキャンパスへの旅に伴って学生を募集し、運動の思想的基盤を深めた。これらの学生の中には、NUSASの多人種アプローチを放棄したことについてビコを非難した人もおり、他方ではインド人とカラードの入会を認めたSASOの決定に不満を募らせる人もいた。ビコは新たな指導部が登場する必要があり、また彼の周りにいかなる個人崇拝が形成されることも避けなければならないと主張し、1年後に議長から辞任した。
SASOはNUSASと議論の後、NUSASと提携しないことを決定していたが、それでもこのより大規模な組織を全国の学生の代表であると認めていた。SASOが設立時に決議したことの1つは、NUSASの各会議に1名代表者を派遣することであった。1970年、SASOはNUSASの承認を撤回し、各地のキャンパスでSASOが成長することを妨げようとしていると非難した。SASOのNUSASからの分離は、多民族組織という考え方に賛同していた多くの白人リベラルの若者にとって極めて衝撃的な経験であり、彼らは自分たちの試みが拒絶されていると感じた。NUSASの指導部はこの分裂を惜しんだが、SASOに対する批判は基本的に控えた。政府（多人種主義を脅威と見做し、1968年に多人種政党を禁止した）はこれをアパルトヘイトの考え方の勝利と見做し、SASOの登場を喜んでいた。

#### リベラリズムへの姿勢と個人的関係
黒人意識運動（BCM）の初期の焦点は反人種主義者の白人リベラルとリベラリズムそれ自体への批判であり、その父権主義とアフリカ系黒人への「悪影響」を非難していた。最初に発表した記事の1つで、ビコは反アパルトヘイト運動における「白人リベラルと彼らの活動を冷笑してはいない」が、「白人リベラルは実際に彼ら自身の良心に訴えている一つの重々しい結論に達しなければならない。結局のところ、黒人がカラーラインの彼の側にいる全ての親族との関係を断つ事ができない限り、身分証明を熱望している。」と述べている。
ビコとSASOは政府の政策に対するNUSASの抗議を公然と非難していた。ビコはNUSASが単に白人有権者に影響を与えようとしていると主張した。ビコの意見では、この選挙は正当なものではなく、特定の政策を対象とする抗議活動はアパルトヘイト体制の解体という究極の目的を達成する上で効果的ではなかった。SASOは学生行進、ピケ、そしてストライキは効果が無く、抗議活動ではこれらの方法を取らないと述べた。SASOは、それが十分に大きな制度的構造を持つまで、国家との表立った対立を意図的に回避した。代わりにSASOはコミュニティ事業を確立し、黒人意識思想を他の黒人組織やより広い黒人コミュニティに広めることに集中していた。この方針にもかかわらず、1972年5月にアリス宣言（Alice Declaration）が採択され、SASO会員であるエイブラム・オンコポツィ・ティロが政権批判演説をした後にノース大学から追放されたことに対して、学生たちに講義をボイコットするように呼び掛けた。このティロの事件は政府にSASOが脅威であることを確信させた。
ダーバンでビコは看護師のノンシケレロ・「ンツキ」・マシャラバとの交際に入った。彼らはキングウィリアムズタウンの裁判所で1970年12月に結婚した。夫妻の最初の子供、ンコシナティは1971年に生まれた。当初ビコは大学での勉強を上手くこなしていたが、彼が政治的行動主義に専念するために時間を費やしたので成績は低下した。学部生となって6年後、彼は自分自身の3年目を繰り返している事に気が付いた。彼の学業成績が悪かったため、ナタール大学は1972年に更なる勉強を禁じた。

### 黒人意識運動とビコの活動禁止：1971-77

#### 黒人人民会議
1971年8月、ビコはエデンダールで開催された「アフリカ共同体の発展（The Development of the African Community）」の会議に出席した。ここで、より多くの人々に黒人意識を訴えるための手段として、黒人人民会議の形成を求める決議が出された。ビコは新組織の創設に賛成票を投じたものの、南アフリカのカラードやインド人との協議の欠如について留保を表明した。A.マヤトゥラがBPCの最初の議長（president）となり、ビコは指導的立場には立たなかった 。このグループは1972年7月、ピーターマリッツバーグで正式に発足した。1973年までに41の支部と4,000人の会員を持ち、SASOと会員の多くを共有していた。
BPCは先ず第一に政治的であり、黒人意識活動家はまた医療と教育の改善と黒人の経済的自立を支援することを目指し、黒人共同体プログラム（BCPs）を設立した。BCPsは強力なエキュメニズム的繋がりを持ち、南部アフリカ聖公会と南アフリカ教会評議会によって設立されたキリスト教の行動計画によって資金調達がされていた。また、アングロ・アメリカン、国際大学交流基金、そしてスカンディナヴィアの教会からの追加資金があった。1972年、BCPsはビコとボクウェ・マフナ（Bokwe Mafuna）を雇い、ビコの政治及び地域活動を継続させた。1972年9月、ビコはキンバリーを訪れ、そこでPAC創設者で反アパルトヘイト活動家であるロバート・ソブクウェと会った。
1973年のビコの活動禁止命令は、彼が以前に僅かな報奨金を得ていたBCPsのために公式に働くことを妨げたが、彼はギンズバーグの新しいBPC支部の設立を支援した。この支部は運動に共感的な教会の白人牧師、デーヴィッド・ラッセルとの最初の会合を開いた 。そしてレオポルド・ストリートにより恒久的な本部を設置し、この支部は新たなBCPsを形成する拠点を務めた。このBCPsの中には文字、服飾、そして健康教育のクラスなどが含まれていた。ビコにとって、コミュニティの発展は黒人の人々に誇りと尊厳を注ぎ込む過程の一部であった。キングウィリアムズタウンの近郊では、医療施設へのアクセスが不可能な田舎部の黒人に医療を出張提供するBCP・ザネンピロ診療所が設立された。彼は働く母親の子供たちのためのデイケア施設であるギンズバーグ託児所を復活させ、有望な地元の学生たちのための奨学金を増額するためのギンズバーグ教育基金設立を支援した。彼は地元の女性に雇用を供給する革製品会社、ンジェワクサ・ホーム・インダストリーズ（Njwaxa Home Industries）の設立も支援した。1975年には、政治犯の家族のための基金としてジメル・トラスト（Zimele Trust）を共同設立した。
ビコは南アフリカの黒人解放主義グループ（その中にはBCM、PAC、そしてアフリカ民族会議（ANC）がある）の反アパルトヘイトの努力を集中させるため、その統一を支持した。統一を達成するため、彼はANC、PAC、そして統一運動（Unity Movement）の指導的メンバーに手を差し伸べた。ビコのANCとの連絡は主にグリフィス・ミクセンジ経由で行われ、ANCの指導的人物であるオリバー・タンボに合うため、ビコを密かに国外に移動させる計画が立てられていた。ビコとPACの交渉は主に彼とソブクウェの間でメッセージをやり取りする仲介業者を通じて行われた。統一運動とは大部分フィキル・バム（Fikile Bam）を経由してやり取りをした。

#### 活動禁止命令
1973年までに、政府は黒人意識運動を脅威と見做していた。政府はビコの活動の攪乱に努め、1973年3月には彼を活動禁止命令下に置いた。この命令は彼がキングウィリアムズタウンの行政管区（magisterial district）を離れることをできないようにし、彼が公衆の中で、または一度に複数の人と話すことを禁じ、彼が政治団体に所属すること、そしてメディアが彼を引用することを禁じた。その結果、彼はギンズバーグに戻り、最初は母親の家に住むことになった。後に自分の家を用意し、そこに住んだ。

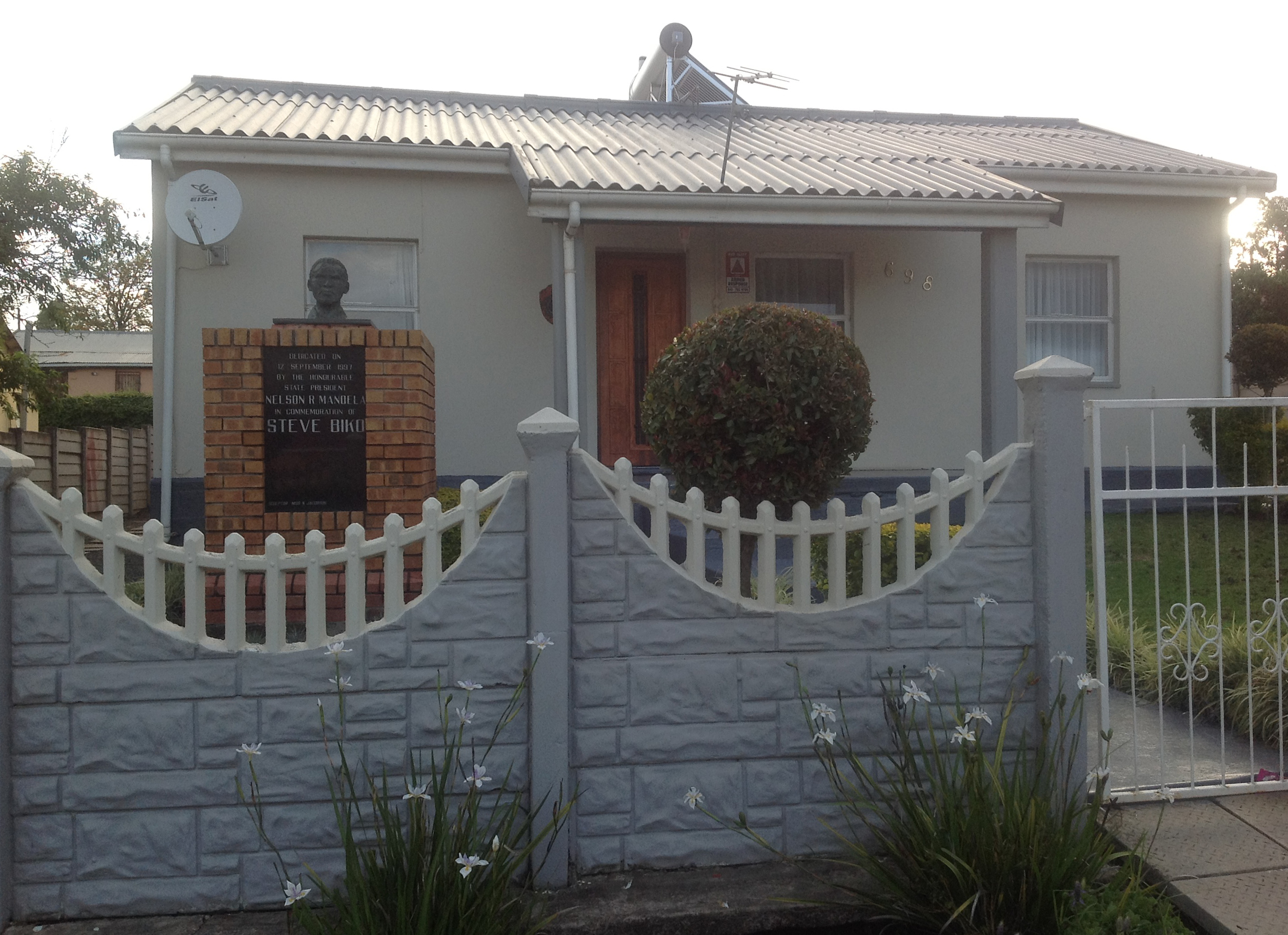
東ケープ州、ギンズバーグのスティーヴ・ビコの家。

1975年12月、活動禁止命令の制限を回避する事が試みられ、BPCはビコを名誉議長であると宣言した。ビコや他のBCMの指導者たちが禁止命令下に置かれた後、ダーバン・モーメントの一員であると考えられたムントゥ・マイザ（Muntu Myeza）とサザシビアン・クーパーに率いられた新たな指導部が生まれた 。1975年、マイザとクーパーはモザンビークのポルトガル植民地支配からの独立を記念するデモを企画した。ビコは政府がこれをBCMの取り締まりに利用するであろうことを正しく予見し、この行動に反対した。政府は200人前後のBCMの活動家を逮捕し、その内9人が最高裁判所に提訴され、意図的な政府転覆活動と非難された。国家は黒人意識の哲学は「人種的対立」を引き起こし、それ故に公共の安全を脅かすであろうと主張した。ビコは被告人の証人として召喚された。彼はこの運動の目的と発展の概要を示すことで政府の告訴を反駁しようとした。最終的に被告人は有罪判決を受け、ロベン島に投獄された。
1973年、ビコは南アフリカ大学の通信教育によって法学部に入学した。彼はいくつかの試験に合格したが、死亡するまでに学位を修了することはできなかった。この学部における彼の成績は悪く、彼は複数の試験に欠席し、実践的なアフリカーンス語の単位取得に失敗した。国家警察（The state security services）は再三にわたり彼を脅迫しようとした。ビコは匿名の脅迫電話を受け、家には銃弾が撃ち込まれた。そこで「キューバ人（The Cubans）」と称する若者たちが、これらの攻撃からビコを護衛するようになった。警察は101日間の間に4回ビコを拘留した。ビコの就職が禁止されたことで経済状況が切迫し、このことが彼の結婚に影響を与えた。

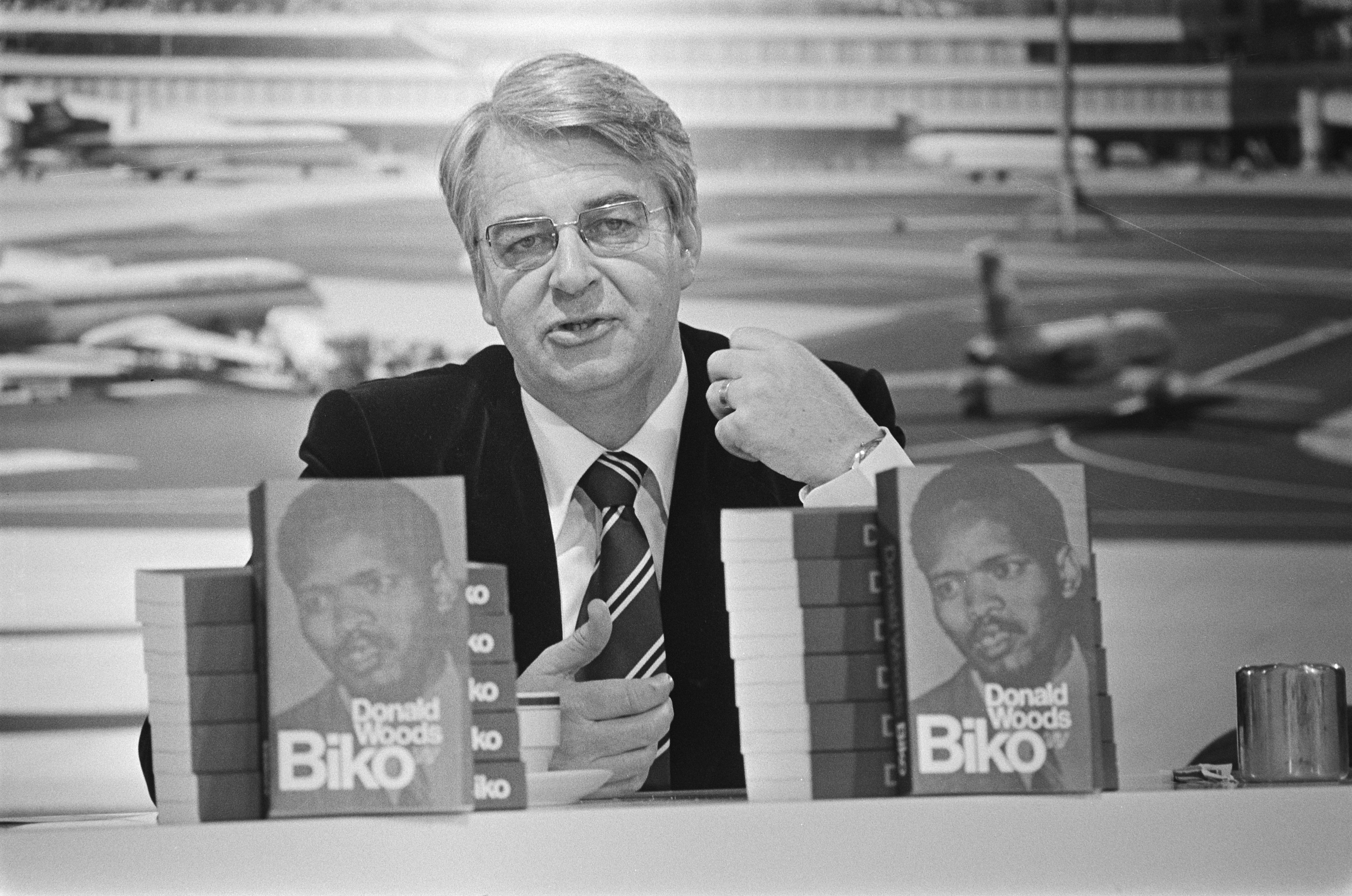
ビコは白人リベラル活動家ドナルド・ウッズと親友になった。ウッズはビコについての本をその死後に描いた

活動禁止命令の期間、ビコはデイリー・ディスパッチ紙の白人リベラル記者、ドナルド・ウッズとの会談を求めた。ウッズの編集権の下、この新聞はアパルトヘイトと白人少数派による統治への批判記事を発表し、BCM以外の様々な黒人グループの見解についてもスペースを与えていた。ビコはウッズが運動にもっと大きな支援を行うように説得し、意見を広めるための販路を得たいと望んでいた。ウッズは当初、ビコとBCMが反白人人種主義を提唱していると信じ、ビコとの会談に不承不承であった。ビコとの初めての会談の時、ウッズはビコの初期の著作における反白人リベラル感情についての懸念を表明した。ビコは自身の初期の「反リベラル」的な著作は「過剰に過ぎた（overkill）」と認めたが、その中に含まれる基本的なメッセージは現在でも自己の見解であると述べた。
以降、彼らは親友となった。ウッズはその後も「黒人意識の避け難い人種差別主義的側面」に対して懸念を持ち続けたが、「心理的に解放された姿勢」を持つ黒人との交際は彼にとって「啓示であり教育でもあった」。ビコはまた1969年にNUSAS議長をつとめた別の著名な白人リベラルであるダンカン・イネスと友人であった。イネスは後に、ビコは「黒人抑圧を理解する上で社会的のみならず、政治的にも、そして心理的にも知的にもかけがえのない人物である。」と述べている。このようなビコと白人リベラルとの友人関係は、BCMの一部会員からの批判を受けた。

### 死：1977

#### 逮捕と死
1977年、ビコは統一運動（Unity Movement）のリーダー、ネヴィル・アレクサンダーとの会談と、マルクス主義を奉ずるジャーニー・イッセル（Johnny Issel）らに指導されるBCM西ケープ支部との見解不一致に対処することを望み、そのために彼に対する活動禁止命令を破ってケープタウンに行った。ビコは8月17日にカラードの友人であるピーター・ジョーンズと車でケープタウンに行ったが、アレクサンダーは警察の監視を恐れビコと面会することを拒否した。ビコとジョーンズはキングウィリアムズタウンへ車で戻ったが、8月18日、グラハムズタウン近郊で警察の道路封鎖で止められた。ビコはキングウィリアムズタウン内に行動を制限する命令に違反したために逮捕された。この件について、警察がビコのケープタウンへの旅を察知していたため、彼を捕らえるために道路封鎖が行われていたという根拠のない主張がなされている。この時の道路封鎖でジョーンズもまた逮捕されている。彼はその後、裁判のないまま533日間に渡り拘留され、その間に何度も尋問された。
警察はポート・エリザベスのウォルマー警察署にビコを連行し、彼はそこの独房で裸足のまま足枷に拘束された。9月6日、彼はウォルマーからポート・エリザベス中央のサンラムビル（Sanlam Building）にある警備警察本部の619号室に移され、22時間にわたる尋問を受け、手錠をかけられて拘束され、格子戸に繋がれた。正確に何があったのかは確認されていないが、ビコは尋問中に少なくても10人の警官のうちの1人から酷く殴打された。彼は9月6日に脳に3つの損傷を負い、その結果大量の脳内出血を起こした。この事件の後、警官たちはビコに壁に繋がれたまま立っているように強要した。警察は後に、ビコが警官の1人を椅子で攻撃し、それを制圧するために手錠と足枷をかけたと発表した。
ビコはアイボール・ラング（Ivor Lang）医師によって診察され、彼はビコに脳損傷の痕跡は無いと述べた。後の学術的調査は、ビコが負った脳損傷は明白であると示唆している。ビコはその後、2人の別の医師に診察された。彼らは検査によって脳脊髄液に血液細胞が混入していることを示し、ビコがプレトリアの刑務所病院に移送されるべきであることに賛同した。9月11日、警察は彼をランドローバーの後ろに裸で拘束したまま乗せ、1,190キロメートル先の病院まで移送した。1977年9月12日、ビコはその中で誰にも看取られることなく死亡していた 。検死によると、「広範囲の脳障害」が「血管内の血液が凝固するほどの血液循環の集中、急性腎不全、及び尿毒症
」を引き起こした。彼は12ヶ月間の間に南アフリカの刑務所で死亡した21番目の人物であり、1963年に裁判なしで投獄することを許可する法律を導入して以来、尋問中に死亡した46番目の政治的理由による拘禁者であった。

#### 反響と調査
ビコの死のニュースは瞬く間に全世界に広まり、アパルトヘイト制度の不正の象徴となった。ビコの死は、彼の生前に達成したよりも遥かに大きな世界的注目を浴びた。いくつかの都市では抗議集会が開催され、多くの人々が治安当局がこれほど有名な反体制派の指導者を殺害したことに衝撃を受けた。聖公会（Anglican）式のビコの葬儀は、1977年9月25日、キングウィリアムズタウンのヴィクトリア・スタジアムで執り行われ、5時間にわたり20,000人の人々が参列した。参列者の大部分は黒人であったが、ラッセルやウッズのようなビコの友人や、ヘレン・スズマン、アレックス・ボレイン、そしてザック・ド・ビールのような著名な改革派の人物を含む数百人の白人も出席した。13か国の外交官が参列し、大主教デズモンド・ムピロ・ツツが率いる聖公会の代表団も同様に参列した。この出来事は後に、「南アフリカにおける最初の大衆政治的葬儀（the first mass political funeral in the country）」と記録された。ビコの棺は黒い握り拳のモチーフとアフリカ大陸があしらわれ、「一つのアザニア（One Azania）、一つの国民、One Nation）という声明が飾られていた。アザニアは多くの活動家がアパルトヘイト後の南アフリカに採用を望んでいる名前であった。ビコはギンズバーグの墓地に埋葬された 。BCMと提携していた二人のアーティスト、ダイコベ・ベン・マーティンズ（Dikobé Ben Martins）とロビン・ホームズ（Robin Holmes）がこの出来事を記念したTシャツを生産した。このデザインは翌年禁止された。マーティンズはまた、この葬儀を記念するポスターを作製した。これは1980年代に人気を博した葬儀ポスターの伝統の最初の例である。

ビコの棺は黒い握り拳のモチーフで飾られていた。黒人意識運動の多くは、この拳をシンボルとして使用した

公的な発言として、南アフリカ警察長官のジミー・クルーガーは当初ビコの死がハンガー・ストライキの結果であることを暗に仄めかしていたが、後に声明を否定した。彼の発言はウッズを含むビコの友人達の幾人かから挑戦を受けた。彼らはビコは刑務所で自殺することは無いと主張した。クルーガーは公式に、ビコが暴力行為を企てていたと述べた。これは政府公式発表で繰り返されていた主張である 。南アフリカの報道官は当初、ビコの死について誰も起訴されないであろうと述べた 。ビコの葬儀から2週間後、南アフリカ政府は全てのBCPを含む黒人意識運動組織を禁止し、その資産を押収した。
国内、国外双方から、公的な検死の実施を求める圧力がかけられ、政府はこれに同意した。それは1977年11月に、プレトリアの旧シナゴーグ庁舎で行われ、3週間続いた。検死の実行と、提出された証拠の質の双方が、広範な批判の対象となった。オブザーバーの法の下の公民権のための弁護士委員会は、供述書の発言は「時に冗長であり、時に支離滅裂であり、しばしば曖昧である」と述べ、デビット・ナプリーはこの事件における警察の調査を「極度におざなりである。」と述べた。
治安部隊は、ビコが激しく抵抗し、格闘の最中、独房の壁に自分の頭を打ち付けて怪我を負ったと主張した。判事はこの事件に関する治安部隊の説明を受け入れ、関係者の訴追を拒否した。
この評決は数多くの国際的メディアとアメリカ合衆国大統領ジミー・カーターから懐疑の目を向けられた。1978年2月2日、ケープ州の法務長官は検死で得られた証拠に基づき、警官たちを起訴しないと述べた。この検死の後、ビコの家族は国に対して民事訴訟を起こした。弁護士団の助言を得て、家族は1979年7月に65,000南アフリカランド（78,000USドル）での和解に同意した。検死の直後、南アフリカ医学・歯科会議（South African Medical and Dental Council）が、ビコの治療を担当した医療専門家に対する手続きを開始した。8年後、医師のうち2名が不適切な行為によって有罪と認定された.。政府に雇用された医師によるビコの診察または治療の不手際は、抑圧的政府が医療従事者の意思決定に影響を呼ぼした実例として頻繁に引用されている。そしてビコの死は、医者が患者のニーズに先立ち、国家のニーズに応える必要性があったことの証拠である。
アパルトヘイト廃止と、多数派による政府が確立された後の1994年に、過去の人権侵害を調査するため真実和解委員会が設立された。真実和解委員会はビコの死について調査する計画をたてたが、彼の家族は委員会が責任ある立場の者に恩赦を与え、それによって家族の正義と救済の権利を侵害するとして、嘆願を行った。1996年、憲法裁判所は家族に対し、調査を進めることを許可することを決した。5人の警官（ハロルド・スニーマン、ギディオン・ニエウァウト、ルーベン・マルクス（Ruben Marx）、ダンチー・シーバート（Daantjie Siebert）、ヨハン・ベネク（Johan Beneke））が真実和解委員会の前に現れ、ビコの死を取り巻く出来事についての情報提供の見返りとして恩赦を求めた 。1998年12月、真実和解委員会はこの5人に対する恩赦を拒否した。それは彼らの証言が相互に矛盾し、従って虚偽であると考えられ、ビコ殺害には明確な政治的動機なかったため、理由は「嫌悪感と悪意」であるように思われたためである。2003年10月、南アフリカ司法省は時効の期間が過ぎ、訴追を確実なものとする証拠が不十分であったため、5名の警察官は起訴されないと発表した。

## 思想
黒人意識運動の思想はビコ1人によってではなく、白人リベラリズムを拒絶した他の黒人学生との長い議論を通じて発展したものである。ビコはフランツ・ファノン、マルコムX、レオポール・セダール・サンゴール、ジェイムズ・ハル・コーン、そしてパウロ・フレイレのような著作家から影響を受けた。特にマルティニーク生まれのファノンは、ビコの解放についての思想に深い影響を与えていると言われている。ビコの伝記作家ショレラ・マンクーはビコをファノンの解釈者へと矮小化することは誤りであり、また、「東ケープ州の政治的、知的歴史（the political and intellectual history of the Eastern Cape）」の影響も認めなければならないと注意を促している。黒人意識に更なる影響を与えたのは、アメリカ合衆国に基盤を置くブラック・パワー運動であり、活動主義的思考を持った黒人神学のようなキリスト教の形態であった。

### 黒人意識とその高揚
ビコはアパルトヘイト政府の南アフリカ住民の部族と民族グループへの分割を拒否し、その代わり人々を白人と黒人の2つのカテゴリーに分けた。ビコは黒人性とは「皮膚の色（matter of pigmentation）」ではなく、「精神的姿勢（mental attitude）」であると定義し、「黒人（blacks）」とは「南アフリカ社会において法律または政治的伝統、経済、社会的な差別の対象となっているグループ」であり、「自身の希望の実現に向けた闘争の一員として」自己を定義するものであるとした。このように、彼と黒人意識運動は「黒人（black）」をバントゥー語を話すアフリカ人だけではなく、カラードとインド人をも言及する用語として使用した。これらを合計すると1970年代の南アフリカの人口のほぼ90%を占めていた。ビコはマルクス主義者ではなく、南アフリカを変化させるための主な政治的動機となるのは、階級ではなく人種に基づく抑圧であろうと考えていた。彼は「白人左派」がしばしば階級に基づいた分析を「彼らは白人であるため、彼らに某かの不本意な影響が及ばないように、主に我々を人種に関する事物から切り離したいがために、防御メカニズムとして」行っていたと論じた。
ビコは南アフリカの白人の人種差別主義を白人の権力構造の全体として見た。彼はアパルトヘイトの下で、白人は黒人の抑圧に参加するのみではなく、その抑圧に反対する主な声も白人によるものであったとした。彼はこのように、アパルトヘイト制度と反アパルトヘイト運動の両方を支配することで、白人が政界を完全に支配し、黒人を社会的に阻害したままにしていると論じた。彼は白人が資源、教育、特権へのアクセスによって反アパルトヘイト運動を支配することが可能となったと考えていた。そして白人系南アフリカ人は黒人の当事者が直面した抑圧を自身は経験していないため、反アパルトヘイト運動を指導する役割には適性が無いと指摘した。
ビコと彼の同志は、支配的な地位に白人が含まれているが故に、多人種による反アパルトヘイト・グループが無意識的にアパルトヘイトの構造を複製していると見ており、この見解からこれらの多人種組織には参加しなかった。代わりに、彼らは黒人によって指導された反アパルトヘイト計画を希求した 。ビコはそれでも、共感的な白人たちが反アパルトヘイト闘争の中に居場所を持っていると考えていた。彼は仲間に、彼ら自身が黒人大多数のためのスポークスマンとなるようなあらゆる概念を拒絶するように求め、代わりに広範な白人社会へ向けて、アパルトヘイト崩壊の不可避性について説得を行う努力に集中した。ビコはウッズに対して立ち位置を明確にしていた。「私はリベラリズムそのものや、白人リベラル自体を拒否はしない。ただ白人リベラルの指導によって黒人の解放が成し遂げられるという概念のみを拒否する。」 。彼は「『白人』リベラルは敵ではなく、友人である。だが、この瞬間に彼らは我々を引き留め、我々の闘争にはあまりに不十分な、穏健すぎるいつもの方法を提示している。」と付け加えた。
ビコの活動主義へのアプローチは、精神的高揚に焦点を当てたもので、彼とBCMの両方とも、大部分の南アフリカの黒人が経験した劣等感を払拭することを主たる目標であると見ていた。ビコは黒人の精神的敗北感を「黒人は貝殻に、人間の陰になった... 恥ずべき臆病とともに抑圧の軛を支えている。」と表現し、「抑圧者の手の内にある最も強力な武器は、抑圧された人々の心だ」と述べた。彼は、自身の恐怖を克服し彼ら自身が自由とそれに伴う責任にふさわしいと考える事によって、黒人が自らの人間性を認める必要があると考えていた。彼は黒人意識を「誇りと尊厳を人々に注ぎ込む」であろう「内面的な過程」と定義している。これを促進するため、BCMは「ブラック・イズ・ビューティフル（Black is Beautiful）」というスローガンを採用した。
ビコとBCMが精神的高揚を目指して追求した方法の1つはコミュニティ発展を通じたものである。コミュニティ・プロジェクトは黒人コミュニティの貧困を緩和する手段としてだけではなく、心理的、文化的、そして経済的に社会を変革する手段として見られた。これらはまた、普通の黒人の人々の「日常の闘争」について学生が学ぶのを助け、人々の中に黒人意識思想を広めるのを助けたであろう。SASOが会員が休暇中に行うために設定したプロジェクトの中には、学校の修理、住宅建設、そして家計管理と農業技術の指導などがある。健康管理も優先事項であり、SASOの会員はプライマリ・ケアと予防医療に重点を置いた。

### 外国及び国内関係
ビコはカラードやインド人のコミュニティが政府と結んだ協定のような、アパルトヘイト政府とのあらゆる協力に反対した。彼の見解ではバントゥースタン制度は「白人政治家によって考え出された最大の贋作」であり、バントゥー語を話すアフリカ人を部族の境界線に沿って分割するように設計されていた。彼はズールー族の指導者マンゴスツ・ブテレジを公然と非難し、ブテレジの南アフリカ政府との連携が黒人解放の「実現の可能性を『薄めている』」と主張した。ビコは南アフリカでアパルトヘイトと闘っている人々は、世界の他の地での反植民地闘争や、人種的偏見や差別と闘っている世界的なアフリカ人ディアスポラの活動家と結びつくべきだと考えた。彼はまた諸外国が南アフリカ経済に対してボイコットを行うことを望んでいた。
ビコは、アパルトヘイトと白人少数派による支配が継続しており、この白人少数派に対する暴力の「散発的な暴発」は避けられないと考えていた。彼は暴力の回避を望み、「可能ならば、この革命を平和裏に和解させたい」と述べている。彼は暴力についての見解がBCM内で大きく異なっていると指摘（平和主義者と暴力革命の信奉者両方を含む）した。BCMは平和的に活動することに同意したが、PACやANCと異なり武装組織をもっていなかった。
断固たる反帝国主義者であったビコは、南アフリカの状況を、「第3世界と世界の富裕な白人諸国との間の世界的な衝突」として明確化される、より広範な「黒人と白人の権力闘争」の「縮図」であるとみなした。彼は「ロシアはアメリカと同様に帝国主義的である」という認識と関連して、アフリカの解放運動を支援するソ連の動機を疑っていた。しかし彼はまた、「第3世界の目の中では彼らはよりクリーンな過去を持っている」と指摘した。彼はまた、ソ連によって提供された物的支援が、西側諸国政府によって提供された「演説と軽い警告」よりも反アパルトヘイトの目的にとって「価値ある」ものであることを認めた。ビコはアパルトヘイト後の南アフリカが、アメリカ合衆国とソヴィエト連邦の帝国主義的な冷戦に捕らわれる可能性を警戒した。

### アパルトヘイト後の社会において
ビコは将来の社会主義的南アフリカが全ての民族的背景を持つ人々が、それぞれのコミュニティから最高の物を持ち寄って組み合わせた「ジョイント・カルチャー（joint culture）」の中で共に平和的に生きる、完全な非人種的社会になることを望んでいた。彼は少数民族に対する権利保障を支持しておらず、そのような施策が人種的な境界線に沿った分断を引き続き認識させると考えていた。その代わり、彼は一人一票のシステムを支持した。当初はアフリカには一党独裁制が適当であると主張し、ウッズとの対話の中で複数政党制に対して肯定的になっていった。
ビコは共産主義者でも資本主義者でもなかった。アフリカ社会主義の提唱者であり、「黒人コミュナリズムの真なる表現である社会主義的解決策」を呼びかけた。この思想は同時代のマルクス主義者の幾人かから冷笑されたが、後にメキシコのサパティスタによって類似した思想が確立された。ビコは南アフリカの富の分配にとてつもない不平等があったことから社会正義を確保するためには社会主義社会が必要であると考えていた。彼の見解ではこれには、非公開会社を許可するが、全ての土地を国家が所有し、国有産業が林業、鉱業、そして商業において重要な役割を果たす、混合経済への移行が必須であった。彼はアパルトヘイト後の南アフリカが資本主義社会のままであれば、一部の黒人がブルジョワジーに加わるが、不平等と貧困が残ると考えていた。もし南アフリカが社会主義的経済改革なしに比例代表制の民主制に移行すれば、「黒人の『経済的』抑圧を受ける地位は変わらない」と彼は言った。
ウッズとの対談の中で、ビコはBCMについて「それは憎悪するためのネガティブな存在ではない。誰の憎しみもない、黒人自身が自己を信頼するというポジティブなものであり」反白人人種主義に堕することはないと主張した。ビコは「非主流派」が「反白人の敵意」を保持しているかもしれないと認めたが、「我々はそれを抑制するためにできることをするだろうが、率直に言ってそれは我々の最優先事項でも重大な懸念事項の1つでもない。我々の主たる懸案は黒人の解放である。」と付け加えた。他方で、ビコはアパルトヘイト後の社会の中で、黒人多数派が白人少数派への復讐を求めない事を確実なものとするのは、運動の先頭に立つ者の責任であると論じた。彼は非人種社会においてどのように生きるかについて教えるために黒人住民への教育が必要であろうと述べた。

## 人物と私生活
年少期のビコは身長が高くスリムであり、20歳の時の身長は6フィート（1.82メートル）であった。ウッズによれば「ピーク時の重量級のボクサーよりもがっしりした体格であった。」。彼の友人たちは彼を「ハンサムで肝の据わった素晴らしい思想家」であると見ていた。ウッズは彼について「非常な才能の持ち主 － 彼は頭の回転が速く、素晴らしい明瞭な思想と精神力は非常に印象的であった。」と言っている 。ビコの友人であるトゥルディ・トーマスによれば、ビコとともに、「偉大な精神の顕現の中にいるという強い感覚を持っていた。」。ウッズはビコが「最小限の言葉」で「他者と自分のビジョンを共有することができた」ので、「彼が超言語的なメディア（殆ど精神的な）を通じて思想を伝えているように思われた。」と感じた 。ビコはウッズが「新しいスタイルのリーダーシップ」と呼んでいる指導力を示し、自身が指導者となることを決して宣言することはなく、そして彼の周囲で各種の個人崇拝が盛り上がることに落胆していた。他の活動家たちは彼を指導者と見做し、しばしば会議の席で彼を留め置いた。会話に参加した時、彼は話に耳を傾け、他の参加者の考えをしばしば引き出した。
ビコと他の多くの活動家の取り巻きは、南アフリカの黒人には手の届くことの無かった奢侈品に対して反感を持っていた。服は少ししか持っておらず、控えめな服装をしていた。大量のレコードコレクションを持っており、特にガンバ（gumba）を好んだ。パーティーを楽しみ、そしてビコの伝記作家リンダ・ウィルソン（Linda Wilson）によれば、彼はしょっちゅう大量の酒を飲んだ。ビコの人生において宗教が中心的な役割を果たすことはなく、彼はしばしば既成のキリスト教会を批判していたが、神への信仰を失ったことはなく、福音書の中に意義を見出した。ウッズはビコが「伝統的な宗教者ではなかったが、広い意味で真の宗教的感情を持っていた」と述べている。マンクーは、ビコは制度的宗教と分派主義（denominationalism）に批判的であり、「最高の非伝統的キリスト教徒」であったと記している。国民党政府はビコを白人嫌悪者として描写したが 、彼は何人もの白人の親友を持っており、ウッズとウィルソンの両者ともビコは人種差別主義者（レイシスト）ではなかったと主張している。ウッズはそれに関連して、ビコは「敵対する人々を単純に憎んだのではなく」、同様にバルタザール・フォルスターやアンドリース・トリューニヒトのような国民党の主要な政治家を憎悪したのでもない。ビコは彼らの思想を憎んだのだとする。ビコが怒りを露わにすることは滅多になく 自身が抱いた疑問を他者に伝えることも滅多になかった。彼の内心の危惧は、少数の腹心にのみ打ち明けられた。
ビコは彼の政見におけるジェンダーと女性蔑視についての質問に回答したことはなかった。BCMの活動家でザネンピロ診療所の医師であったメンフェラ・ランフェレによれば、ビコの女性蔑視については、女性に対し清掃と食事の準備について責任を負わせる傾向など、多くの点で明らかであった。「スティーヴが自分でお茶を入れたり、他の何かを作ったとは考えられないでしょう」と、他の活動家は言う。彼はフェミニズムは「過激な女権拡張（bra-burning）」であると見ていた。気のある女性に取り巻かれていたビコは、女たらしとして評判であり、「よくモテた」とウッズは述べている。ビコは白人と黒人どちらの女性とも関係を持ち、人種的偏見は見せなかった。NUSASでは、ビコと友人たちは誰が一番女性代表者たちと性的関係を持つことができるかを競い合った。このような振る舞いに対し、NUSASの書記長シイラ・ラピンスキー（Sheila Lupinsky）はビコの女性蔑視を非難した。それに対する彼の答えは「私の女性蔑視を気にすることはない。NUSASにいる君の白人の人種差別主義者の友人達はどうなんだ？」であった。PACのソブクウェもまた、その女癖の悪さが他の活動家に悪い例を示すことになると考え、ビコに改めるように忠告した。
ビコは1970年12月にンツキ・マシャラバと結婚した。夫妻はンコシナティ（Nkosinathi：1971年生）とサモラ（Samora：1975年生）という二人の子供を得た。ンツキがンコシナティ（主は我らと共にある、の意）という名前を選び、サモラの名前は、ビコが後のモザンビークの革命指導者、サモラ・マシェルの名前から付けた。ンツキは夫の度重なる不貞に怒り、最終的に家を出て、彼の生前のうちに離婚手続きを始めていた。ビコはまた、メンフェラ・ランフェレと内縁関係を持ち始めた。1974年、彼女はビコの娘レラートを生んだが、彼女は生後2ヶ月で死亡した。息子のフルメロは、ビコが死んだ後の1978年に生まれた。ビコは更にロレイン・タベイン（Lorrain Tabane）とも関係を持っており、彼女との間にはモトラツィ（Motlatsi）と名付けられた子供が1977年に生まれた。

## 遺産

### 影響

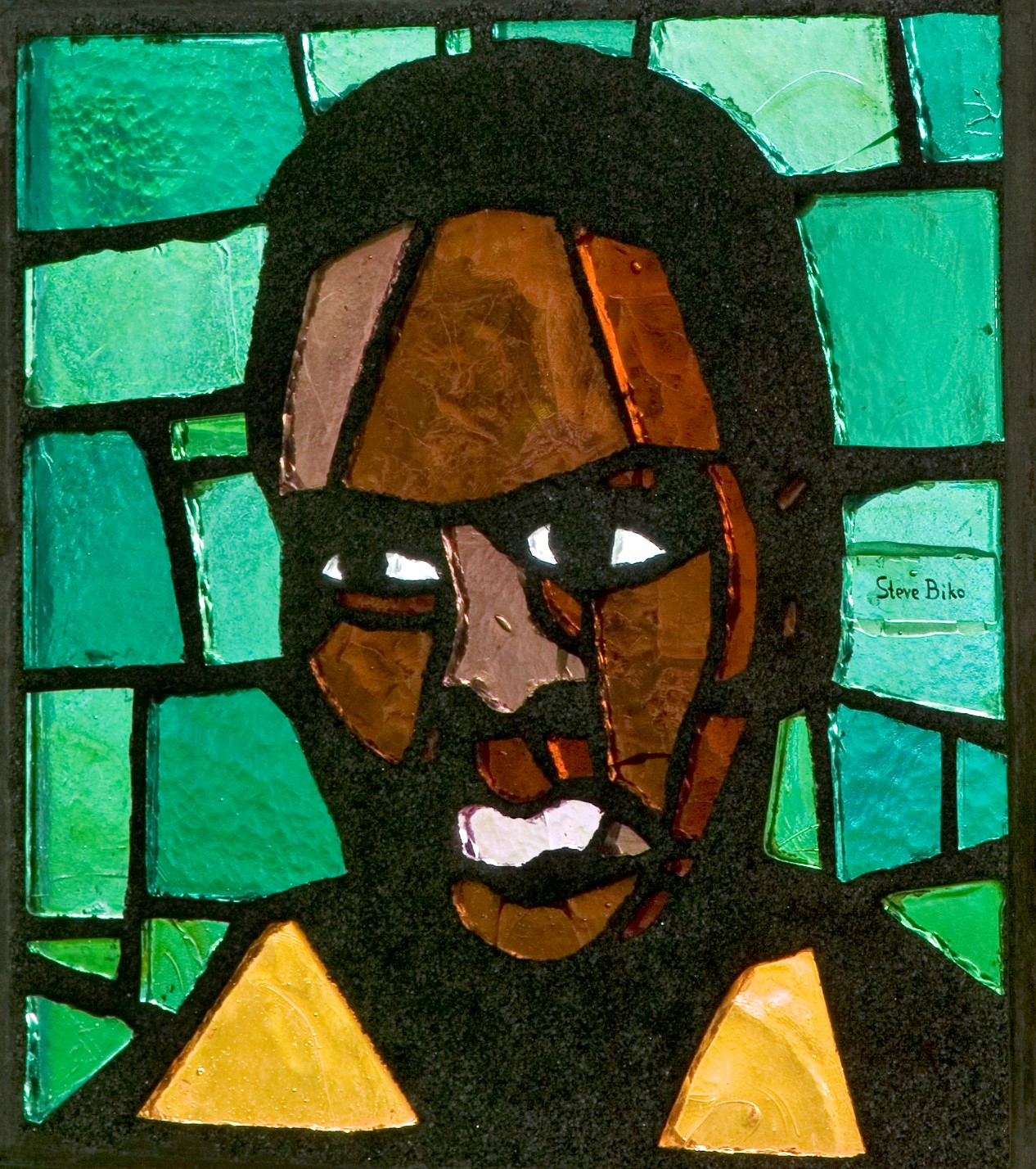
ヘールレンの教会のステンドグラス窓のスティーヴ・ビコ

ビコは黒人意識運動の「父」、反アパルトヘイト運動の最初の象徴と見做されている。ネルソン・マンデラは彼を「南アフリカ全土で光り輝いた野火（a veld fire）」と呼び、国民党政府は「アパルトヘイトを延命するために彼を殺さねばならなかった。」とも言っている。2008年に彼の著作の収集が始めたマニング・マーブルとペニエル・ジョセフは、ビコの死はアパルトヘイトに対する「黒人の抵抗運動の鮮明なシンボルを生み出し」、そしてアパルトヘイト後も数十年にわたり「新しい黒人活動家たちに刺激を与え続けている」と書いた。コミュニケーション学の教授、ヨハン・ド・ウェット（Johann de Wet）はビコについて「南アフリカで最も才能ある政治戦略家であり、コミュニケーター」であるとしている。2004年にビコはテレビチャンネルSABC 3のテレビシリーズ、偉大な南アフリカ人の公開投票で13位に選ばれた。
ビコの思想はフランツ・ファノンと同等の注目を受けてはいない。しかしアルワリア（Ahluwalia）とジーガイ（Zegeye）は2001年に、彼らは「その哲学思想への関心、精神的独立への願い、アフリカの解放、そして『世界の不幸』を正すための民族主義と社会主義の政見において高度に似通った系譜」を共有していたと述べた。学者達はビコの思想は現代とも関連すると論じている。例えば学術誌アフリカン・アイデンティティズで、アイザック・カモーラ（Isaac Kamola）は、ビコの白人リベラリズムへの批評は、国連のミレニアム開発目標やインビジブル・チルドレン社のKony 2012キャンペーンのような状況と関係すると記す。
ウッズはビコがネルソン・マンデラの拘束とソブクウェの活動が禁止されたことによって生じた、1960年代末からの南アフリカにおけるアフリカ民族主義運動の空白を埋めた人物であるとの見解を示している。ビコの死後、ANCが復活した反アパルトヘイト政治勢力として浮上してきたため、黒人意識運動の影響力は低下した。このことによってBCMのコミュニティの組織化から、南アフリカを「制御不能」にするというタンボ（Tambo）が呼びかけの後に始まった、より広範な大衆行動へと焦点が移った。これは競合関係にある反アパルトヘイト・グループ間の暴力と衝突の増大をもたらした。
ビコの思想の支持者はアザニア人民機構（Azanian People's Organisation：AZAPO）として再組織された。その後彼らはアザニア社会党と黒人人民会議に分かれていった。ANCに関わる有力者の何人かは1980年代にビコを誹謗した。例えば、ANCに加盟する統一民主戦線（United Democratic Front）の会員は、ギンズバーグにあるビコの家の外で「U-Steve Biko, I-CIA!」と叫んだ。これは、ビコがアメリカのCIAのスパイであるという主張である。このデモンストレーションはAZAPOのビコ支持者との衝突に発展した。
ビコの死の1年後、彼の「フランク・トーク」名義の著作物が1冊の本にまとめられ『俺は書きたいことを書く』として出版された。ビコがSASOの活動家たちの逮捕に対して提供した弁護は、1978年にミラルド・アーノルドが執筆した本、『Testimony of Steve Biko』の原型となった。同年、ウッズはイングランドに亡命し、その地でアパルトヘイトに対する反対運動を続けた。更にビコに関する多くの新聞記事と、1978年の著作『ビコ』において、彼の人生と死について執筆した。これはリチャード・アッテンボロー監督による1987年の映画、『遠い夜明け（Cry Freedom）の作成に繋がり,、デンゼル・ワシントンがビコ役として主演した。『遠い夜明け』はビコの人生と行動主義を多くの人々に伝えた。
国家の検閲官は当初、南アフリカでのこの映画作品の公開を許可したが、実際に国内で上映が始まった後、警察長官ヘンドリック・ド・ウィットの命令の下、警察がフィルムのコピーを押収した。ウィットはこの映画が緊張を煽り、公共の安全を脅かすと主張した。南アフリカ政府はアーノルドとウッズが書いたビコに関する多くの書籍を発禁書にした。

### 記念
ビコはその死後にいくつかの芸術作品で記念されている。フランスに拠点を置く南アフリカ人のアーティスト、ジェラード・セコトは1978年に『Homage to Steve Biko』を制作し、別の南アフリカ人アーティスト、ピーター・ストップフォースは1979年の彼の展覧会で、『The Interrogators』と題する作品を発表した。3部作であり、ビコの死に関わった3人の警察官を描いている。ケンヤ（Kenya）はビコの顔のデザインの切手を発行した。
ビコの死はまた、トム・パクストンやピーター・ハミルのような南アフリカ国外のアーティストを含むいくつもの歌でインスパイアされている イギリス人シンガーソングライターのピーター・ガブリエルは『ビコ』をリリースし、彼に捧げた。この歌は1980年のヒットソングである。そしてこれらの歌は、南アフリカ政府によってすぐに発禁となった。加えて、他の反アパルトヘイト音楽にも影響を与えた。これは西側の大衆文化と反アパルトヘイトという主題を統合することに貢献した。ビコの人生はまた、劇場で記念された。ビコの死の際の検死は演劇として公演された。これには1978年にロンドンで初演された『ビコの検死（The Biko Inquest）』があり、1984年にはアルバート・フィニーの指揮で上演され、テレビ放送された。反アパルトヘイト活動家はビコの名前と記憶を講義活動で使用した。1979年、ある登山家がサンフランシスコのグレース大聖堂の尖塔に登り、ビコと投獄されていたブラックパンサー党の指導者ジェロニモ・プラットの名前が書かれた旗を広げた。
アパルトヘイトが崩壊した後、ウッズはビコの銅像の製作をナオミ・ジェイコブソンに委託するためのファンドを立ち上げた。これは東ケープ州のイースト・ロンドンのシティホールの玄関ドア前に立てられ、第二次ボーア戦争で殺されたイギリス兵を記念して立てられた。1997年9月の銅像公開の際には10,000人以上が参列した。その後の数ヶ月、この像は何度も損壊された。1つの事例として、像に「AWB」という文字が塗りつけられた。これは極右アフリカーナーの準軍事組織、アフリカーナー抵抗運動の略称である。1997年、ビコが埋葬された墓地はスティーヴ・ビコ記念公園（Steve Biko Garden of Remembrance）と改名された。第6地区博物館もまた、ビコの遺産を調査し、死去20周年を記念した作品展を開催した。

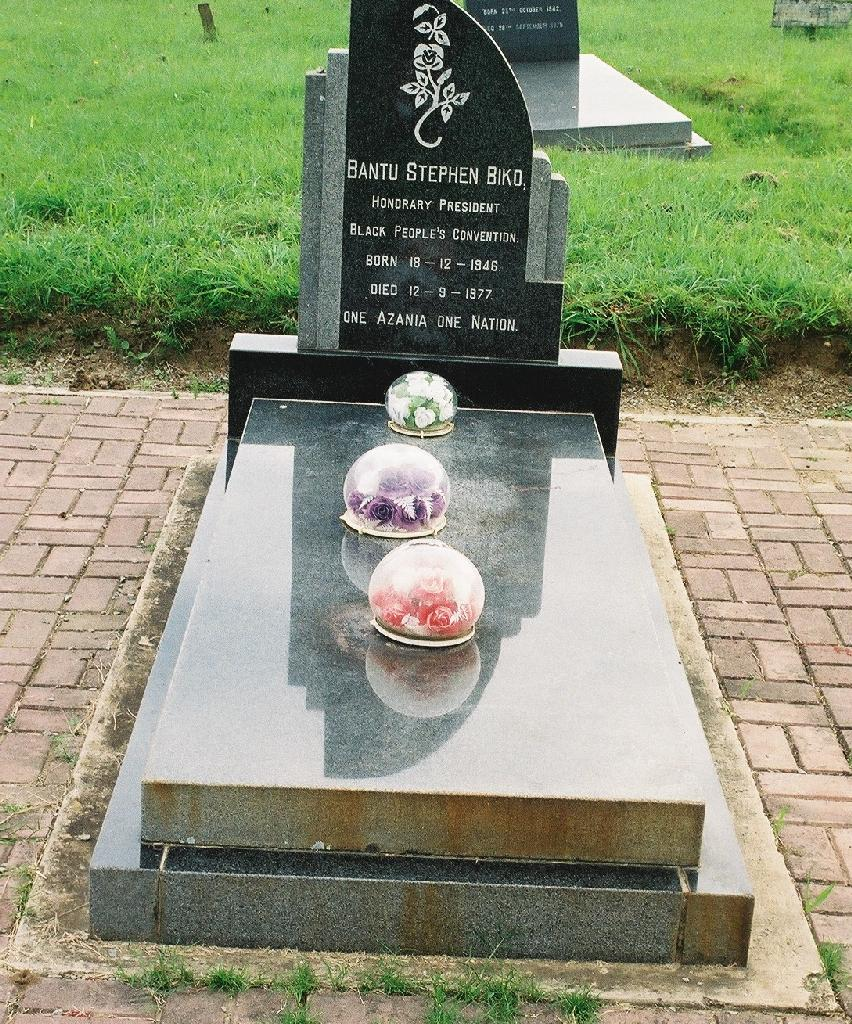
ビコの墓はギンズバーグ・タウンシップの墓地にある。（キングウィリアムズタウン）

また、1997年9月、ビコの家族はスティーヴ・ビコ財団を設立した。フォード財団は、スティーヴ・ビコ財団に資金を寄付し、ギンズバーグのスティーヴ・ビコ・センターを設立し、2012年にオープンした。スティーヴ・ビコ財団は、2000年にスティーヴ・ビコ記念公園会を立ち上げ、毎年開催している。最初の公演者はンジャブロ・ンデベレであり、その後公演を行った人物にはザケス・ムダ、チヌア・アチェベ、グギ・ワ・ジオンゴ、そしてネルソン・マンデラがいる。
アムステルダムのスティーヴ・ビコプレイン（Steve Bikoplein ）のように、世界各地の建物、研究所、公共スペースにビコの名前が使用されている。2008年、プレトリア学術病院（Pretoria Academic Hospital）はスティーヴ・ビコ病院に改名された。ウィットウォータース大学には、生命倫理のためのスティーヴ・ビコ・センターがある。サルヴァドールには、貧しいアフリカ系ブラジル人の教育水準向上を促すため、スティーヴ・ビコ学院が設立された。2012年、Google アートプロジェクトはスティーヴ・ビコ財団が保有する文書と写真を含むオンライン・アーカイブを公開した。2016年12月18日、Googleはビコの70回目の誕生日をGoogle Doodleで記念した。
1990年代初頭にアパルトヘイトが解体する中で、様々な政党がビコの政治的遺産を巡って争った。幾人もが、もしビコが存命していたなら我々の政党を支持していたはずだと発言した。AZAPOは特に、黒人意識の思想は自分たちだけのものであることを主張していた。1994年には、ANCがビコがANCの党員であったと喧伝する虚偽のポスターを発行した。アパルトヘイトの終結の後、ANCが政府を組織する際には、ビコの政治的遺産をANCが私有化しているという非難がなされた。2002年、AZAPOは「ビコは不偏不党の、政治的に中立的な、そして神秘的な象徴ではない」とする声明を出し、また、ANCは彼らの「弱い」政府の正統性を高めるためにビコのイメージの「恥ずべき」利用をしたとした。ANCの党員はまた、AZAPOのビコに対する態度を非難した。1997年にマンデラが「ビコは我々全員とともにあるのであって、AZAPOのものではない」と発言し 。2015年のビコの命日にはANCと経済的開放の闘士の代表団が別個にビコの墓を詣でた。2017年3月、南アフリカ共和国大統領ジェイコブ・ズマは世界人権デーを記念するため、ビコの墓に献花を行った。

## ビコに関わる作品

### 映画
- 『The life and death of Steve Biko』 - （マルコム・クラーク制作のドキュメンタリー。1978年）
- 『遠い夜明け』 - （リチャード・アッテンボロー監督、デンゼル・ワシントン主演、1987年） - ビコと交流のあった白人ジャーナリスト、ドナルド・ウッズとビコとの交流を中心に描いた作品。

### 追憶音楽
- 「The Death of Stephen Biko」（トム・パクストン、1978年）
- 「Biko's Kindred Lament」（スティール・パルス、1979年）
- 「Biko」（ピーター・ガブリエル、1980年） - アルバム『ピーター・ガブリエル III』からのシングルカット。ガブリエルはしばしばこの曲をライブで取り上げてビコを賛えている。また、カバーするアーティストも多い。
- 「Biko」、「Chile Your Waters Run Red Through Soweto」（スウィート・ハニー、1981年 ）
- 「Bantu」（レッドボックス、1986年 ）
- 「Steve Biko (Stir It Up)」（ア・トライブ・コールド・クエスト、1993年）
- 「after Biko」（ビーニ・マン、1998年）
- 「I'm An African」（デッド・プレズ、2000年）

## 読書案内
Biko, Stephen Bantu (1984). Arnold Millard (ed.). The Testimony of Steve Biko (revised ed.). New York City: HarperCollins. ISBN 978-0586050057.
Biko, Steve (1987). Aelred Stubbs (ed.). I Write What I Like: A Selection of His Writings. London: Heinemann. ISBN 978-0-435-90598-9.
Fatton, Robert (1986). Black Consciousness in South Africa: The Dialectics of Ideological Resistance to White Supremacy. Albany: State University of New York Press. ISBN 978-0887061295.
Gerhart, Gail M. (1999). Black Power in South Africa: The Evolution of an Ideology. Los Angeles: Greenberg. ISBN 978-0520039339.
Goodwin, June; Schiff, Ben (13 November 1995). “Who Killed Steve Biko?: Exhuming Truth in South Africa”. The Nation. New York: The Nation Company. 261 (16): 565–568. ISSN 0027-8378.
Lobban, Michael (1996). White Man's Justice: South African Political Trials in the Black Consciousness Era. Oxford: Oxford University Press. ISBN 978-0198258094.
Magaziner, D. (2010). The Law and the Prophets: Black Consciousness in South Africa, 1968-1977. Athens: Ohio University Press. ISBN 978-0821419175.
Pityana, B.; Ramphele, M.; Mpumlwana, M.; Wilson, L. (1991). Bounds of Possibility: The Legacy of Steve Biko and Black Consciousness. Cape Town: David Philip. ISBN 978-0864862105.

### 和書
レナード・トンプソン 著、宮本正興、吉國恒雄、峯陽一 訳『新版 南アフリカの歴史』明石書店、1998年5月。ISBN 4-7503-1038-7。